# Kalø Vig
Kalø Vig är en vik i Danmark. Den ligger i Region Mittjylland, i den centrala delen av landet. Viken har anslut till Aarhus Bugt.